# Michel Sopher
Michel Sopher (geb. 15. April 1817 in Saverne; gest. 21. August 1871 in Luxemburg) war ein französischer Rabbiner.
Von 1867 bis zu seinem Tod im Jahr 1871 war er Großrabbiner der jüdischen Gemeinde von Luxemburg.